# Umzimkhulu
Umzimkhulu es un municipio local sudafricano situado en el distrito de Harry Gwala, en la provincia de KwaZulu-Natal.

## Superficie
Umzimkhulu tiene una superficie de 2436 km².

## Demografía
En 2022, tenía 220 620 habitantes, una densidad poblacional de 90,58 hab./km², y 40 064 viviendas.